# Marios Gavrilis

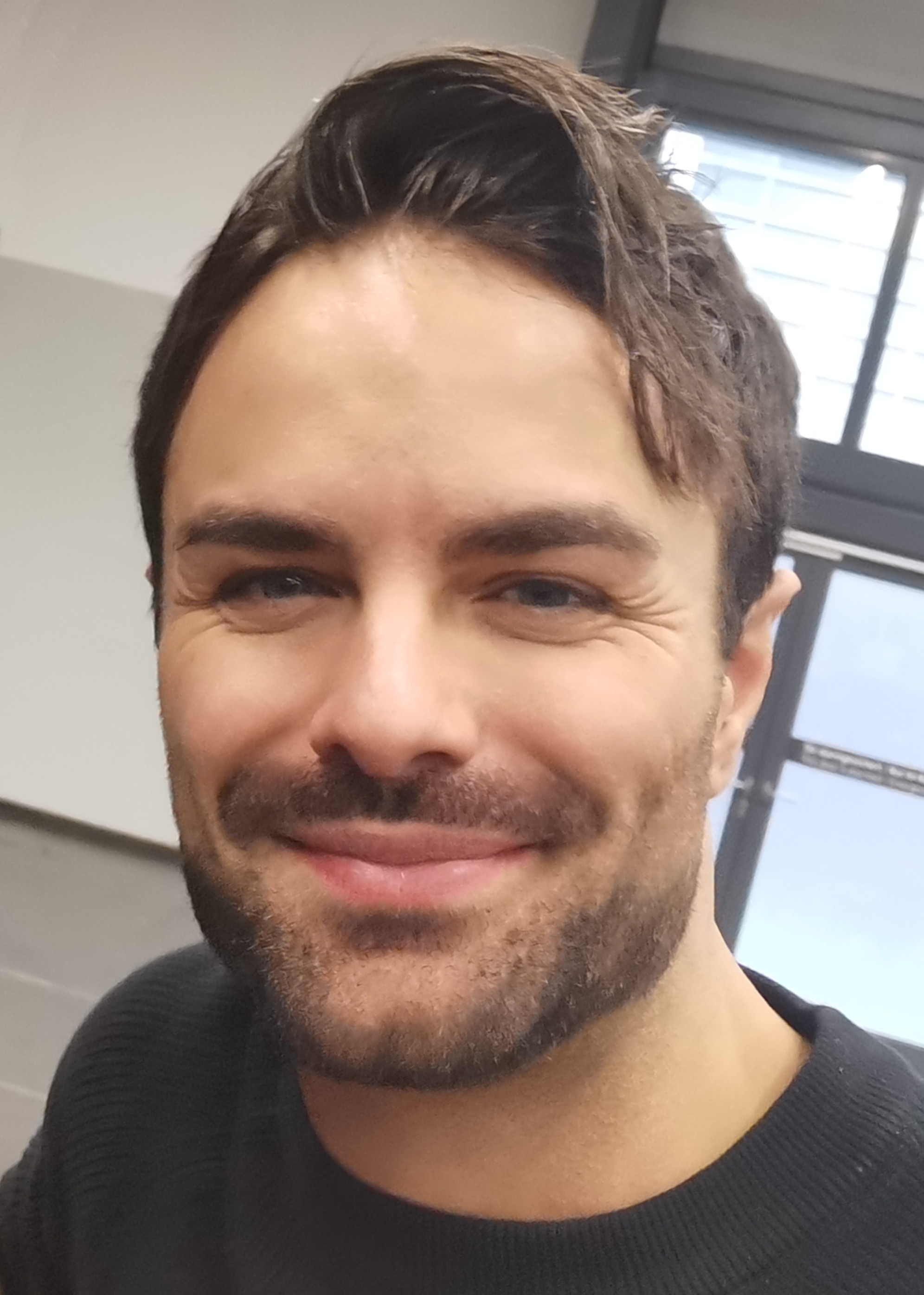
Marios Gavrilis bei der German Comic Con (2022)

Marios Gavrilis (* 19. Dezember 1985 in Braunschweig) ist ein griechisch-deutscher Schauspieler, Synchron- und Hörspielsprecher.

## Leben
Gavrilis absolvierte von 2006 bis 2010 ein Schauspielstudium an der Hochschule für Musik und Darstellende Kunst Frankfurt am Main. Danach war er von 2010 bis 2011 Ensemblemitglied am Deutschen Schauspielhaus Hamburg. Weitere Produktionen führten ihn ans Schauspiel Frankfurt, Staatstheater Mainz und ans Theaterhaus Jena.
Seit seinem Studium arbeitet Gavrilis als Sprecher und hat seitdem über 200 Synchronrollen übernommen. Daneben ist er auch für Werbeproduktionen, Hörspiele, Hörbücher, Computerspiele und Dokumentationen tätig.
Gavrilis hat Wohnsitze in Berlin und Los Angeles sowie die griechische und auch die deutsche Staatsbürgerschaft und spricht Deutsch, Griechisch und Englisch.

## Auszeichnungen
Marios Gavilis erhielt 2019 den SOVAS Voice Arts Award 2019 für die beste Synchronleistung und das beste Werk. Ebenfalls 2019 wurde er bei der One-Reeler Short Film Competition in Los Angeles für den Film Shots Fired mit dem Award of Excellence 2019 ausgezeichnet.

## Filmografie
- 2010: Morgen musst Du sterben
- 2016: Familie Braun
- 2017: Alarm für Cobra 11 – Die Autobahnpolizei (Fernsehserie) (1 Folge)
- 2020: Among Us (Kurzfilm)[7]
- 2024: Bad Director

Fernsehen
- seit 2019: The Masked Singer als Off-Sprecher
- 2024: A Better Place (Fernsehserie)

## Synchronrollen

### Filme
- 2010: Simon Werner fehlt (Simon Werner a disparu) als Luc
- 2012: Payback – Tag der Rache (Offender) als Tommy Nix
- 2013: The Canyons als Ryan
- 2013: Dark Feed als Darrell
- 2013: Chasing Shakespeare (From Above) als Luca
- 2014: Maze Runner – Die Auserwählten im Labyrinth als Zart
- 2014: Pride als Ray
- 2014: Mein Herz tanzt (Dancing Arabs) als Jonathan
- 2014: Search Party als Jason
- 2015: Badge of Honor als Mike Gallo
- 2015: The Boy Next Door als Noah Sandborn
- 2015: Jane Got a Gun
- 2015: Stonewall als Joe Altman
- 2016: Bad Moms als Jessie Harkness
- 2016: Ben Hur als Judah Ben Hur
- 2016: Office Christmas Party als Tim
- 2016: Jarhead 3 – Die Belagerung als Stamper
- 2016: Moonlight als Black
- 2016: Lion – Der lange Weg nach Hause (Lion) als Mantosh Brierley
- 2016: Zeit für Legenden (Race) als Eulace Peacock
- 2017: Bad Moms 2 als Jessie Harkness
- 2017: Detroit als Lee
- 2017: Die Frau, die vorausgeht (Woman Walks Ahead) als Chaska
- 2017: Basmati Blues als William
- 2017: Die Angst in meinem Haus (Be Afraid) als Officer Cass
- 2017: Killing Hasselhoff als Sebastian
- 2017: Körper und Seele (Teströl és lélekröl) als Sandor
- 2017: Sand Castle als Sgt. Harper
- 2017: Der Wein und der Wind (Ce qui nous lie) als Jean
- 2017: Alibi.com als Geliebter
- 2018: Destroyer als Taz
- 2018: How It Ends als Will Younger
- 2018: Operation: 12 Strong als Ben Milo
- 2018: Titan-Evolve or Die als Andrew Rutherford
- 2018: Day of the Dead: Bloodline als Baca Salazar
- 2023: Der Super Mario Bros. Film als Donkey Kong

### Serien
- 2010: Durarara!! als Kyouhei Kadota
- seit 2011: Puppy in My Pocket als Magic
- 2011: Steins;Gate als Okabe Rintarou
- 2013–2015: Cedar Cove – Das Gesetz des Herzens als John Bowman
- 2013–2018: House of Cards als Sean Jeffries
- 2013–2014: Played als Jesse Calvert
- 2013, 2017: Top of the Lake als Mark Mitcham
- 2013–2018: The Tunnel – Mord kennt keine Grenzen (The Tunnel) als Danny Hillier
- 2014–2015: Yona – Prinzessin der Morgendämmerung (Akatsuki no Yona) als Jeaha
- 2014: The Irregular at Magic High School (Mahouka Koukou no Rettousei) als Shun Morisaki
- 2014–2016: Tyrant als Ihab Rashid
- 2014–2022: Peaky Blinders – Gangs of Birmingham als Michael Gray
- 2015–2020 Blindspot als Rich Dotcom
- 2015: Between als Gord
- 2015: Charlotte als Kumagami
- 2015–2021: Supergirl als James Olsen
- 2016–2023: Attack on Titan als Reiner Braun
- 2016–2018: Mars als Robert Foucault
- 2016–2017: American Horror Story als Matt Miller
- 2016–2018: Marvel’s Luke Cage als Sugar
- 2016–2019: Preacher als Jesse Custer
- 2016–2018: Shades of Blue als Marcus Tufo
- 2016: Roots als Silla Ba Dibba
- 2017: 1993 – Jede Revolution hat ihren Preis als Pietro Bosco
- 2017: Der Nebel (The Mist) als Bryan Hunt
- 2017: Ninjago als Acronix
- seit 2009: Fairy Tail als Gajeel Redfox
- 2017–2021: Haus des Geldes (La casa de papel) als Denver
- seit 2017: Im fremden Körper (Transferts) als Gabriel
- seit 2017: Riverdale als Hiram Lodge
- 2018: Collateral als DS Nathan Bilk
- 2018: Star Wars Resistance als Marcus Speedstar
- 2019: Demon Slayer als Kyogai
- seit 2020: Blood of Zeus als Seraphim
- 2021: One Piece als Katakuri
- 2021: The Falcon and the Winter Soldier als Lemar Hoskins
- seit 2021: JoJo’s Bizarre Adventure: Phantom Blood/Stardust Crusaders/Stone Ocean  als Dio Brando
- 2022: The Tourist – Duell im Outback als Kosta Panigiris
- 2023: The Continental als Frankie Scott

### Videospiele
- 2014: Risen 3: Titan Lords als Horas
- 2016: Final Fantasy XV als Ravus Nox Fleuret
- 2017: Mittelerde: Schatten des Krieges als Serka
- 2017: The Evil Within 2 als Theodore Wallace
- 2018: Far Cry 5 als Dr. Charles Lindsey
- 2018: Assassin’s Creed Odyssey als Alexios
- 2019: Death Stranding als Sam Porter Bridges
- 2019: Mortal Kombat 11 als Rain
- 2021: Far Cry 6 als Dani Rojas
- 2022: Gotham Knights als Bruce Wayne/Batman
- 2023: Dead Space als Sgt. Zach Hammond
- 2023: Mortal Kombat 1 als Rain
- 2023: Marvel’s Spider-Man 2 als Venom
- 2024: Indiana Jones und der Große Kreis als Emmerich Voss (Englisch[8] und Deutsch[9])
- 2025: Death Stranding 2: On the Beach als Sam Porter Bridges

## Hörspiele (Auswahl)
- 2009: Wolfgang Koeppen: Trilogie des Scheiterns: Tauben im Gras – Bearbeitung und Regie: Leonhard Koppelmann
- 2009: Arthur Schnitzler: Reigen – Regie: Marlene Breuer
- 2010: Leon de Winter: Leo Kaplan (1. Teil) – Regie: Leonhard Koppelmann
- 2011: Per Petterson: Ich verfluche den Fluss der Zeit – Bearbeitung und Regie: Götz Fritsch
- 2016: Martin Heindel: Small Wonders. An oral history of World War III – Regie: Martin Heindel
- 2018: Timo Kinzel, Benjamin Oechsle: 06: Krieg in Boston – Kapitel III
- 2019: Marc Freund: Insel-Krimi[10]